# 西方灰伯劳

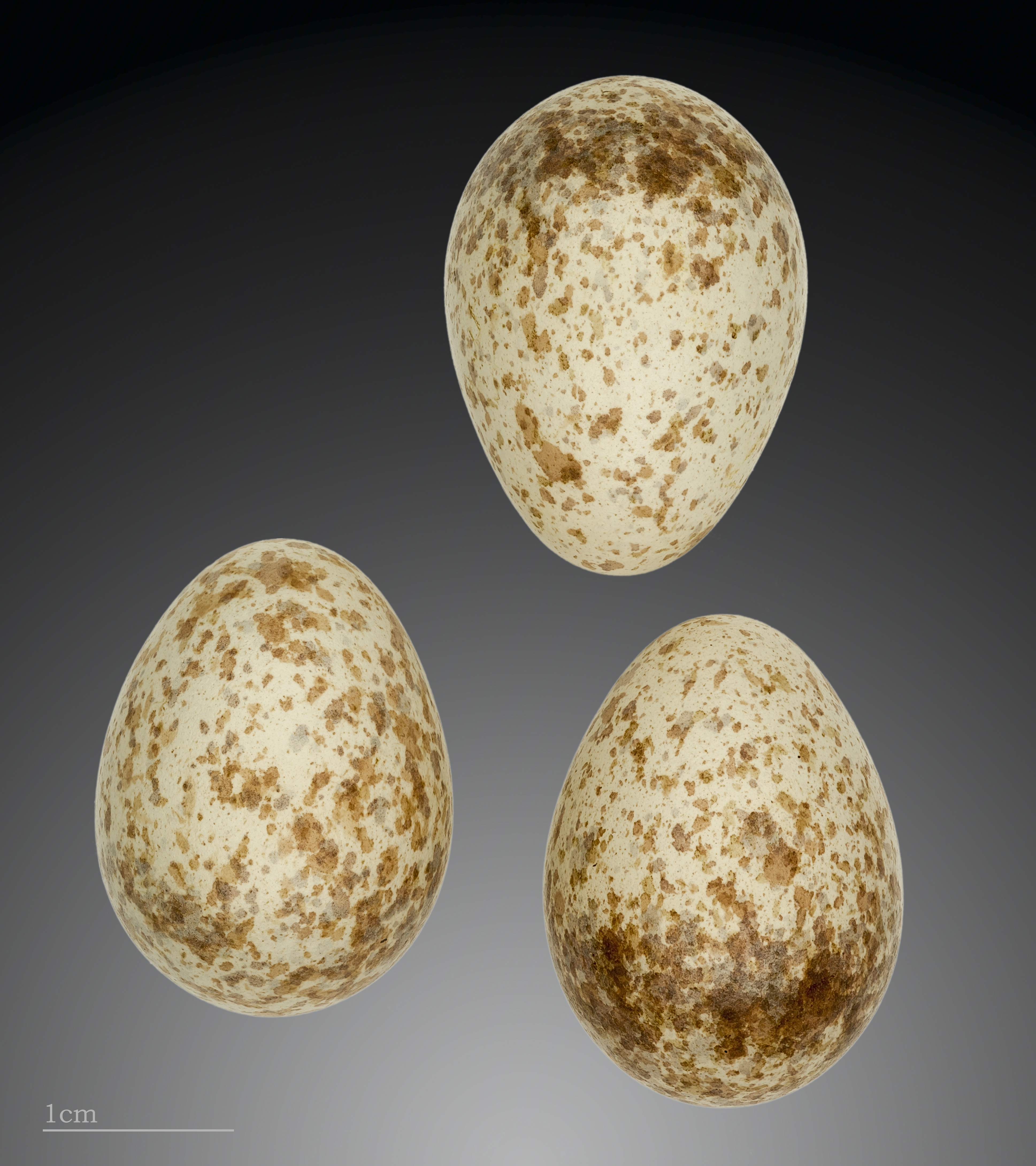
Lanius excubitor

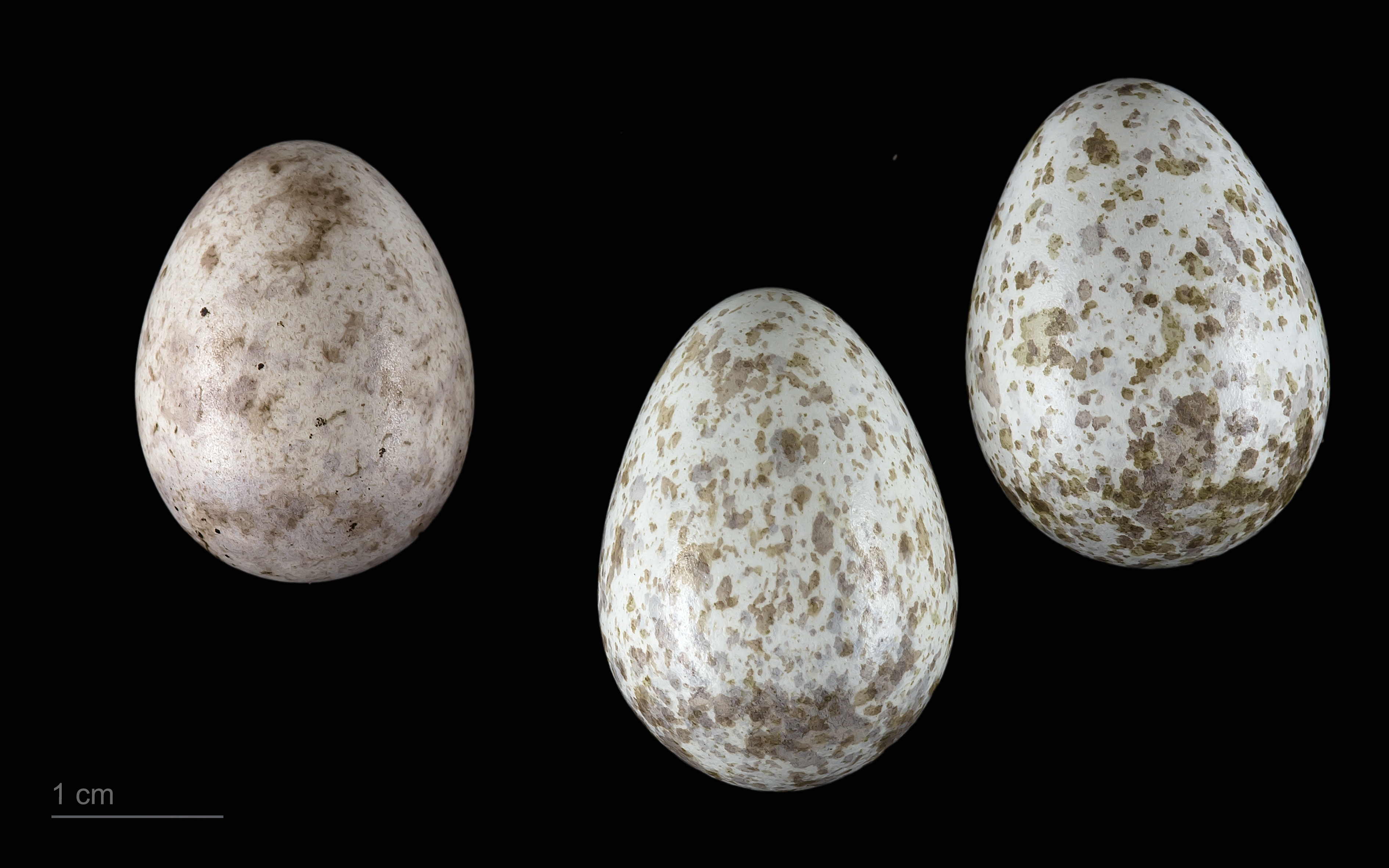
卵 Cuculus canorus canorus 在巢中 Lanius excubitor

为伯劳科伯劳属的鸟类，分布于欧洲中部、亚洲北部，在中亚、印度、非洲越冬，在中国见于宁夏、甘肃、新疆等地。多生活于从平原到山地的疏林或林间空地附近。该物种的模式产地在瑞典。

## 特征
西方灰伯劳体重约63.41克，翼长约109.2毫米，嘴峰长约23.2毫米，喙宽度约6.9毫米，喙厚度约9.3毫米，跗蹠长约29.4毫米，尾长约106.2毫米。西方灰伯劳是候鸟，其栖息在开放的灌木丛中，食性为肉食性，主要食物来源是陆生脊椎动物。

## 亚种
- 西方灰伯劳新疆亚种（学名：Lanius excubitor homeyeri）。分布範圍：欧洲东南部从保加利亚、罗马尼亚经乌克兰到乌拉尔山、西伯利亚至阿尔泰山脉北部、高加索、伊朗及中国大陆的新疆等地。该物种的模式产地在中亚。[4]
- 西方灰伯劳天山亚种（学名：Lanius excubitor leucopterus）。分布于西伯利亚、伊朗及中国大陆的新疆等地。该物种的模式产地在中亚。[5]
- 西方灰伯劳宁夏亚种（学名：Lanius excubitor pallidirostris）。分布于阿斯特拉罕、伏尔加、西伯利亚、土耳其斯坦、阿富汗、非洲及中国大陆的宁夏、甘肃、新疆等地。该物种的模式产地在非洲东部。[6]
- ：分布于西欧和北欧至西伯利亚西部。
- ：分布于加那利群岛。
- ：分布于摩洛哥（阿特拉斯山以北），阿尔及利亚北部沿海和突尼斯。
- ：分布于北撒哈拉（毛里塔尼亚至西奈半岛和红海）。
- ：分布于撒哈拉南部和萨赫勒，从毛里塔尼亚至苏丹西部和中部。
- ：分布于苏丹东部向南至索马里北部；黎巴嫩南部、以色列、约旦和阿拉伯半岛向东至伊朗。
- ：分布于也门；也见于至吉布提和埃塞俄比亚。
- ：分布于Socotra。
- ：分布于东巴基斯坦和北印度。[7]